# Arrondissement Borgne

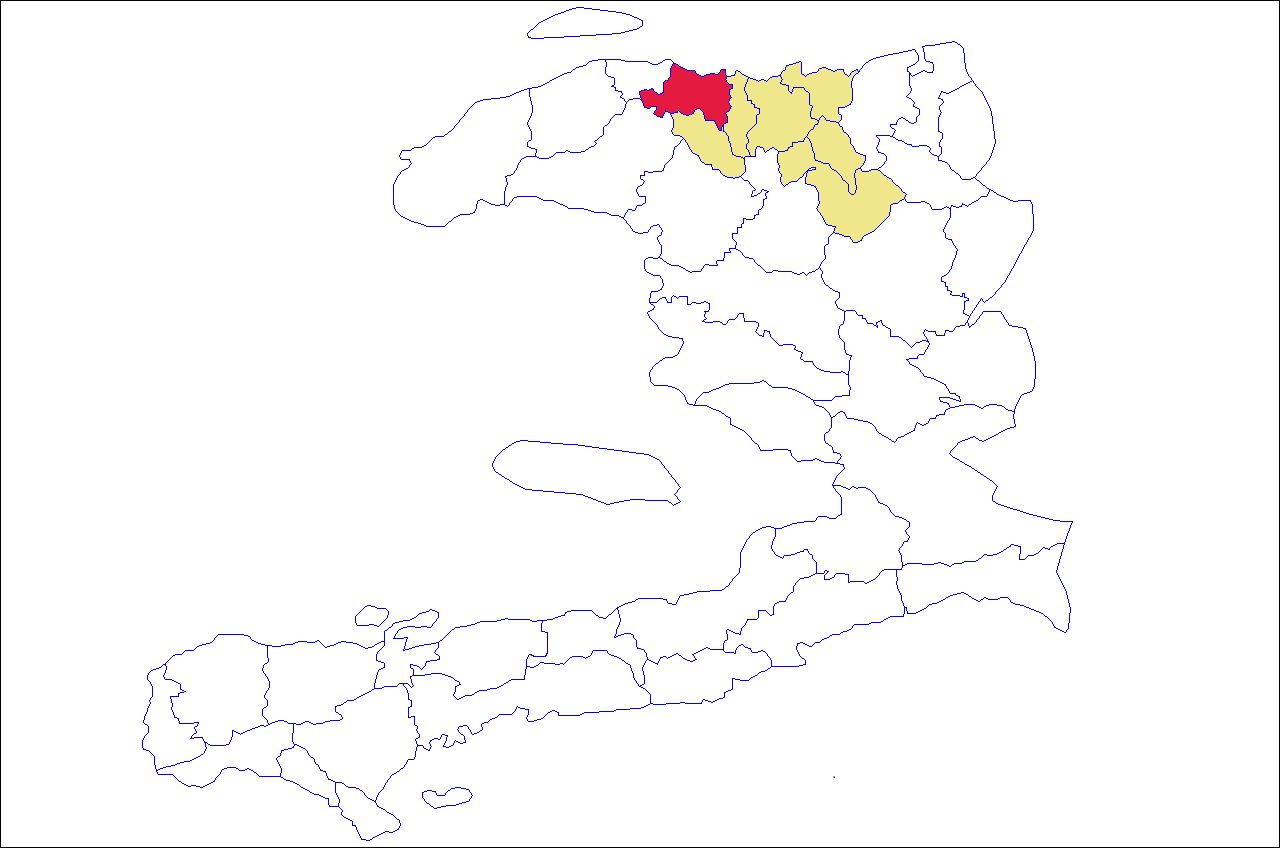
Lage des Arrondissements Borgne in Haiti und im Département Nord (Haiti)

Das Arrondissement Borgne (haitianisch-kreolisch: Obòy) ist eine der sieben Verwaltungseinheiten des Départements Nord, Haiti. Hauptort ist die Gemeinde Borgne.

## Lage und Beschreibung
Das Arrondissement liegt im Westen des Départements Nord. Es grenzt im Norden an den Atlantischen Ozean. Benachbart sind im Osten das Arrondissement Acul-du-Nord, im Süden das Arrondissement Plaisance, im Südwesten das Arrondissement Gros-Morne und im Westen das Arrondissement Port-de-Paix.
In dem Arrondissement gibt es zwei Gemeinden:
- Borgne (rund 67.000 Einwohner) und
- Port-Margot (rund 50.000 Einwohner).

Das Arrondissement hat rund 117.000 Einwohner (Stand: 2015).
Die Routes Départementales 14 und 117 verbinden das Arrondissement mit dem Straßensystem Haitis.